# Orthoporidra compacta
Orthoporidra compacta är en mossdjursart som först beskrevs av Campbell Easter Waters 1904.  Orthoporidra compacta ingår i släktet Orthoporidra och familjen Lekythoporidae. Inga underarter finns listade i Catalogue of Life.